# Roman Sialini
Roman Sialini (* 11. března 1963) je bývalý český fotbalový obránce.

## Fotbalová kariéra
V československé lize hrál za Baník Ostrava a SK Dynamo České Budějovice. Nastoupil ve 203 utkáních a dal 1 gól. V zahraniční hrál za řecký Škoda Xanthi a v Německu za Alemannii Aachen. V Poháru vítězů pohárů nastoupil ve 4 utkáních proti Odense BK a Galatasaray Istanbul a v Poháru UEFA nastoupil ve 2 utkáních proti Aston Ville. V roce 1991 s Baníkem Ostrava vyhrál Československý pohár.

## Ligová bilance
| Ročník                                   | Zápasy | Góly | Klub                       |
| ---------------------------------------- | ------ | ---- | -------------------------- |
| 1. československá fotbalová liga 1984/85 | 23     | 0    | Baník Ostrava              |
| 1. československá fotbalová liga 1985/86 | 10     | 1    | Baník Ostrava              |
| 1. československá fotbalová liga 1986/87 | 29     | 0    | Baník Ostrava              |
| 1. československá fotbalová liga 1987/88 | 29     | 0    | Baník Ostrava              |
| 1. československá fotbalová liga 1988/89 | 20     | 0    | Baník Ostrava              |
| 1. československá fotbalová liga 1989/90 | 22     | 0    | Baník Ostrava              |
| 1. československá fotbalová liga 1990/91 | 27     | 0    | Baník Ostrava              |
| 1. československá fotbalová liga 1991/92 | 24     | 0    | Baník Ostrava              |
| 1. československá fotbalová liga 1992/93 | 19     | 0    | SK Dynamo České Budějovice |
| CELKEM 1. liga                           | 203    | 1    |                            |